# Guy Marchand (artysta)
Guy Marchand (ur. 22 maja 1937 w Paryżu, zm. 15 grudnia 2023 w Cavaillon) – francuski piosenkarz, aktor filmowy i telewizyjny. Laureat Cezara dla najlepszego aktora w roli drugoplanowej za film Przesłuchanie w noc sylwestrową (1981) Claude'a Millera. Nominacje do tej nagrody zdobył również za role drugiego planu w filmach: Lulu (1980) Maurice'a Pialata, Od pierwszego wejrzenia (1983) Diane Kurys, Noyade interdite (1987) Pierre'a Granier-Deferre'a oraz W Paryżu (2006) Christophe'a Honoré.